# Педроган-Гранде
Педро́ган-Гра́нде (порт. Pedrógão Grande; МФА: [pɨ.ˈdɾɔ.gɐ̃w ˈgɾɐ̃.dɨ], Пидро́ган-Гра́нди) — муніципалітет і містечко в Португалії, в окрузі Лейрія. Розташований у центральній частині країни, на теренах історичної португальської провінції Ештремадура. Належить до Лейрійсько-Фатімської діоцезії Католицької церкви в Португалії. Права міського самоврядування має з 1206 року. Поділяється на 3 парафії. За адміністративним поділом, чинним до 1976 року, був складовою провінції Берегова Бейра. Площа муніципалітету — 128,75 км², населення муніципалітету — 3915 ос. (2011); густота населення — 30,41 осіб/км²
. Патрон — Діва Марія. Святковий день муніципалітету — 24 липня. Поштовий індекс — 3270.  Код місцевої адміністративної одиниці — 1013. Складова статистичного регіону Центр.

## Географія
Педроган-Гранде розташований в центрі Португалії, на північному сході округу Лейрія.
Педроган-Гранде межує на півночі з муніципалітетом Каштаньєйра-де-Пера, на сході — з муніципалітетами Гойш і Пампільоза-да-Серра, на південному сході — з муніципалітетом Сертан, на заході — з муніципалітетом Фігейро-душ-Вінюш.

## Історія
1206 року португальський король Саншу I надав Педрогану форал, яким визнав за поселенням статус містечка та муніципальні самоврядні права.

## Населення
| Кількість мешканців | Кількість мешканців | Кількість мешканців | Кількість мешканців | Кількість мешканців | Кількість мешканців | Кількість мешканців | Кількість мешканців | Кількість мешканців | Кількість мешканців | Кількість мешканців | Кількість мешканців | Кількість мешканців | Кількість мешканців | Кількість мешканців | Кількість мешканців |
| ------------------- | ------------------- | ------------------- | ------------------- | ------------------- | ------------------- | ------------------- | ------------------- | ------------------- | ------------------- | ------------------- | ------------------- | ------------------- | ------------------- | ------------------- | ------------------- |
| 1864                | 1878                | 1890                | 1900                | 1911                | 1920                | 1930                | 1940                | 1950                | 1960                | 1970                | 1981                | 1991                | 2001                | 2011                |                     |
| 6 230               | 6 597               | 7 333               | 7 944               | 8 561               | 8 541               | 8 877               | 9 250               | 8 955               | 8 239               | 5 131               | 5 842               | 4 643               | 4 398               | 3 915               |                     |